# Algebraic Geometry
Algebraic Geometry est un journal mathématique à évaluation par les pairs en libre accès de la Fondation Compositio Mathematica (comme la revue Compositio Mathematica). L'objectif de la revue est la publication d'articles en géométrie algébrique et dans les domaines connexes. 
Le libre accès signifie ici que la version électronique de la revue est librement accessible. En outre, la revue Algebraic Geometry ne demande de frais de publication aux auteurs. La version imprimée de la revue est distribuée à la fin de l'année par la maison d'édition de la Société mathématique européenne.
Le journal a été créé en 2014. Les articles acceptés sont regroupés en six numéros bimestriels, eux-mêmes en volumes annuels.
Algebraic Geometry est répertoriée dans le Directory of Open Access Journals (DOAJ) et fait partie du Free Journal Network. Le rédacteur en chef de la revue est Gavril Farkas, de l'université Humboldt de Berlin. Les articles sont référencés sur zbMATH et MathSciNet.